# Hexatoma coroicoensis
Hexatoma coroicoensis är en tvåvingeart som beskrevs av Alexander 1962. Hexatoma coroicoensis ingår i släktet Hexatoma och familjen småharkrankar.
Artens utbredningsområde är Bolivia. Inga underarter finns listade i Catalogue of Life.